# Narahío
Narahío (llamada oficialmente Santa María de Naraío) es una parroquia española del municipio de San Saturnino, en la provincia de La Coruña, Galicia.

## Entidades de población
Entidades de población que forman parte de la parroquia:
- A Longra
- A Pena
- A Penamoura
- Abelleira (A Abelleira)
- Barcia (A Barcia)
- Batán (O Batán)
- Cabanas (As Cabanas)
- Campo Grande
- Campolabrado (Campo Labrado)
- Cancelas (As Cancelas)
- Castelo
- Casanova
- Cernada
- Chao (O Chao)
- Correlo
- Eirixado (O Eirixado)
- Ferrería (A Ferraría)
- Fontao
- Fontela (A Fontela)
- Foxos (Os Foxos)
- Fraguela
- Freixo (O Freixo)
- Furado (O Furado)
- Gundisalva
- Lourido
- Naveiras (As Nabeiras)
- O Pico
- Paraños (Os Paraños)
- Penavidreira
- Pereiras
- Pielas
- Piñeiro
- Pousadoiro (O Pousadoiro)
- Quintiá
- Racamonde
- Riolimpo
- Saldoiro
- Vila (A Vila)
- Vilarbó
- Vilarxá

## Suprimidos
- Cortella
- O Chao do Pío
- O Monte
- Vidueda (A Bidueda)

## Demografía
| Gráfica de evolución demográfica de Narahío entre 2000 y 2019 |
|                                                               |
| Datos según el nomenclátor publicado por el INE.              |

## Patrimonio
Lo más singular de esta parroquia es el castillo  de su nombre que se encuentra en una elevación desde la que se tiene una panorámica del valle del río Castro. Está adaptado a las desigualdades del terreno por lo que su construcción es irregular. En el centro se alza la Torre del Homenaje, de planta cuadrada y estilo Normando, con una sola entrada abierta en la cara sur, a 9 metros de los cimientos, empleada posiblemente para guardar los tesoros o para casos de extrema defensa cuando el enemigo conseguía penetrar en el castillo. Por su situación, el castillo no necesita foso ni puente levadizo, pero parece ser que existe un túnel que comunica la orilla del río con el sótano de la torre.
Abandonado desde el siglo XVII, dicen que fue construido por los moros, sin embargo documentos fidedignos apuntan a que pertenecía al Caballero Gonzalo Piñeiro.